# Apalachicola
Pour le fleuve, voir Apalachicola (fleuve).
La ville d’Apalachicola est le siège du comté de Franklin, dans la région de Big Bend, État de Floride, aux États-Unis. Sa population s’élevait à 2 231 habitants lors du recensement de 2010, estimée à 2 344 habitants en 2018. La ville se situe à proximité de l’aéroport municipal d'Apalachicola.
Apalachicola est un mot hitchiti qui signifie « les gens de l’autre côté ».

## Histoire
Apalachicola était autrefois le troisième port le plus actif du golfe du Mexique, supplanté seulement par La Nouvelle-Orléans et par Mobile, et offrait un accès unique aux voies navigables. Dans les années 1920, le port déclina car il ne bénéficiait d'aucune liaison ferroviaire. Située sur un estuaire du golfe du Mexique, Apalachicola s'est naturellement tournée vers la mer pour en tirer ses ressources : pêche et ostréiculture constituent depuis longtemps ses principales activités économiques.
Le vaisseau USS Constitution, lancé en 1797, aurait été construit avec des chênes de la région d'Apalachicola.

## Démographie
| 1860  | 1870  | 1880  | 1890  | 1900  | 1910  |
| ----- | ----- | ----- | ----- | ----- | ----- |
| 1 904 | 1 129 | 1 336 | 2 727 | 3 077 | 3 065 |

| 1920  | 1930  | 1940  | 1950  | 1960  | 1970  |
| ----- | ----- | ----- | ----- | ----- | ----- |
| 3 066 | 3 150 | 3 268 | 3 222 | 3 099 | 3 102 |

| 1980  | 1990  | 2000  | 2010  | - | - |
| ----- | ----- | ----- | ----- | - | - |
| 2 565 | 2 602 | 2 334 | 2 231 | - | - |